# Jay McCarthy
Jay McCarthy (ur. 8 września 1992 w Maryborough) – australijski kolarz szosowy.

## Najważniejsze osiągnięcia
2010
- 1. miejsce w Tre Giorni Orobica
  - 1. miejsce na 1. etapie

2011
- 1. miejsce na 1. etapie Thüringen-Rundfahrt U23

2012
- 1. miejsce w New Zealand Cycle Classic
  - 1. miejsce na 2. etapie
- 1. miejsce w Trofeo Piva Banca Popolare di Vicenza
- 1. miejsce na 4. etapie Toscana-Terra di ciclismo
- 1. miejsce na 6. etapie Tour de Bretagne
- 1. miejsce w prologu Tour de l’Avenir

2015
- 3. miejsce w Presidential Cycling Tour of Turkey

2016
- 4. miejsce w Tour Down Under
  - 1. miejsce na 2. etapie
  - 1. miejsce w klasyfikacji młodzieżowej

2017
- 3. miejsce w Tour Down Under

2018
- 1. miejsce w Cadel Evans Great Ocean Road Race
- 1. miejsce na 3. etapie Vuelta al País Vasco